# Villa Dolores (Montevideo)
Villa Dolores es un barrio del sudeste de la ciudad uruguaya de Montevideo. Su nombre homenajea a Dolores Pereira de Rossell quien, junto a su esposo, Alejo Rossell y Rius, donaron en 1912 la quinta en la que hoy se asientan uno de los dos parques zoológicos de la ciudad y el planetario municipal. 

## El barrio
Su eje principal es la avenida Rivera. Se formó como extensión norte del barrio Pocitos en torno a la ex quinta de los Rossell. Recibió, históricamente, diferentes denominaciones. Cuando el empresario Francisco Piria loteó la zona y la comercializó, fue bautizada como "Nueva Roma", quizá como un recurso marketinero. De allí que algunas de las calles de esta zona lleven nombres como Marco Bruto, Julio César y Horacio.
Villa Dolores también fue conocido con el nombre de "Pocitos Nuevo" y parte de su zona -delimitada por las calles Rivera, Luis Alberto De Herrera, 26 de marzo y Pereira de la Luz- supo recibir el nombre de "Barrio La Mondiola", que inmortalizara el tango Garufa. 
En el barrio está la sede del Club Sportivo Miramar Misiones, apodado "el equipo cebrita" por su uniforme a rayas finas verticales blancas y negras, inspirado tal vez en el zoo que oficia de pulmón barrial.
También se encuentra el Club Atlético 25 de Agosto, cuya principal actividad es el basketball, el cual es apodado el "León de Villa Dolores".

## El zoológico

Vista de la residencia del matrimonio Rossel en el zoológico de Villa Dolores

El zoológico de Villa Dolores, hoy convertido en el Parque Villa Dolores, fue iniciado por el matrimonio Rossell hacia 1894. Motivados por su interés en los animales y en la naturaleza, incorporaron una variada colección de animales a su finca de descanso.
Fue legado por el matrimonio a la ciudad de Montevideo, que tomó posesión del mismo el 14 de marzo de 1919, a la muerte de los donantes. Su concepción original establecía la Villa como un lugar de colección de animales y plantas exóticas en un predio de siete hectáreas. 
Este criterio coleccionista originó la necesidad de exhibición de los animales en jaulas y recintos seguros y enrejados. Los primeros visitantes vieron por primera vez animales de todas partes del mundo. El concepto victoriano de colección y exhibición primó en el zoológico la mayor parte del siglo XX, cuando aún la humanidad no había tomado conciencia del peligro que significaba la ruptura del equilibrio ecológico.

## El planetario
El Planetario Municipal Agrimensor Germán Barbato fue inaugurado el 11 de febrero de 1955, siendo el primer planetario de Iberoamérica. El instrumento planetario, un Spitz modelo B, fue instalado un año antes en la sala principal, llamada Galileo Galilei, con una bóveda de 18 metros de diámetro y una capacidad de 250 localidades.
A éste se suma una serie de instrumentos de proyección auxiliares de última generación (cañones de video, proyectores de efectos especiales y equipamiento de audio) donados por el gobierno del Japón. La sala cuenta con 12 proyectores de diapositivas que permiten una proyección de mosaicos panorámicos.
En julio de 1954 la revista "Sky and Telescope" dedicó una amplia cobertura al proyecto del Planetario de Montevideo, que se concretaría en los siguientes meses. En mayo de 1955 la revista volvió a dedicarle espacio al tema, esta vez con un artículo titulado "Montevideo Planetarium Inaugurated", cuyo autor, Nigel O'C. Wolf, especialista de los Spitz Laboratories, fue el primer director del planetario montevideano.